# A.-D.O.G.S.
『A.-D.O.G.S.』（エードッグス）は、原案：北嶋博明、漫画：鈴木ダイによる日本のバイオレンスアクション漫画。『週刊少年チャンピオン』（秋田書店）にて2001年52号から2002年29号まで連載された。単行本は少年チャンピオンコミックスにて全3巻で刊行された。

## あらすじ
21世紀初頭、凶悪な少年犯罪は質・量共に激化の一途をたどり、すでに法の枠内ではこれを制することができなくなっていた。政府はこれを憂い、R・A・Tと呼称されるこれらの凶悪少年犯罪者を、超法規的に闇から闇に葬る特殊対策チームを発足。彼らはA.-D.O.G.S.と呼ばれ、警視正・犬養涼子の指揮のもと、RATたちに次々と死の制裁を加えていく。だが、犯罪者たちのカリスマと呼ばれる少年テロリスト集団、ボア・コンストリクター（ボア・コン）との凄絶な死闘の中で、巨大な陰謀が姿を現す。

## 登場人物

### A.-D.O.G.S.
犬養涼子に率いられる、国家公安委員会直属の対少年凶悪犯罪者特殊チーム。特殊技能を有する少年少女から成る。メンバーはコードネームで呼び合い、互いにプライベートには干渉しない。各員、身体のいずこかにチームエンプレムの刻印があり、このインプラントによって認証された者が本部への入室を許可される。その出入り口はプリクラ撮影機などに偽装されている。
我門軼狼（がもん てつろう）
本編の主人公。ウルフというコードネームが用意されていたようだがこれを拒み、本名のままA.-D.O.G.S.に参加した。チームエンブレムは左手上腕部に刻印されている。元は剣道家の息子で自身も県大会で優勝するほどの腕前。かつて家族を「バイクで暴走する時に邪魔だった」というだけの理由でボア・コンによって惨殺され、自らも右腕を奪われた。
現在は冷酷・陰鬱な性格で、チームのメンバーとも協調せず、ひたすらにRATを狩るために戦うが、かといって無関係なものを巻き込むような手法は拒絶する。かつて奪われた右腕は巨大なバタフライナイフを仕込んだ義手となっている。ナイフのブレード部分は我門家家宝の刀「鬼刃」を用いたもので、その鋭利な切れ味と軼狼自身の卓越した剣の技量により、あらゆる物を斬り裂く。第14話「覚」にてナノプローブが目覚め、すべての物質の振動を止め、冷却・凍結させる「断罪の別振（ヘルズヘルツ）」の能力を身につけた。
ジャッカル
第1話「斬」より登場した、美にこだわるクールな男。チームエンブレムは左手甲に刻印。幼い頃から傭兵として育成され、秘密工作活動に長じている。冷静沈着かつ命令には忠実な性格で、それゆえにひたすら敵の抹殺のみを求める軼狼とは何かと反りが合わない。使う武器は主にワイヤーと、銃を仕込んだトンファー（ジャッカル自身は銃を使うことが不本意なようであるが、必要な場合にはためらわず発砲する）。A.-D.O.G.S.のメンバー中唯一、物語開始当初から徐々にナノプローブが目覚め始めていた人物であり、その能力は速筋の発達と嗅覚の向上。最終話「序」において、死の間際に彼の能力は完全に覚醒、1秒間に無数の連撃を叩き込む「浄罪の閃光（ストライクフラッシュ）」を放って、ボア・コンの幹部であり因縁の宿敵でもあるシマを倒し息絶える。
ブル
第3話「偽」より登場した、関西弁を使うコミカルなキャラクター。チームエンブレムは尻に刻印。花火師の息子であり、火薬の扱いに優れた爆弾の専門家。そのほか、A.-D.O.G.S.が使用する各種メカニックの整備も担当している。陽気な性格の裏に、幼い頃自宅圏工房に火薬泥棒が入り込み、泥棒が起こした事故で家族全員が爆死したという過去がある。ボア・コンとの最終決戦場となったテレビ局内でサンゴと対峙。驚異的な再生力を持つ相手の前に爆弾トラップも通じず、ついに大型爆弾で相討ちを計る。結果、サンゴを倒すものの自らも瀕死に陥ったが、そのとき初めて彼のナノプローブが覚醒し、サンゴと同じ超再生能力を発揮して復活。しかしその直後、彼には悲劇が待ち受けていた。
チャウ
第8話「撲」より登場した女性メンバーで、外見は幼いが情報機器の専門家。ランドセルやコートの内部に各種の端末を仕込み、偵察や情報収集、さらに報道管制に至るまでを瞬時に行うことが可能。チームエンブレムの刻印場所は不明、あるいは刻印されていない可能性もある。これは彼女が他のメンバーとは異なり、外部から雇われたプロフェッショナルであるため。そのためナノプローブも有していない。なお最終ページで、ニシキが能力を発揮するときと同じポーズをとっていた。
リカオン
第10話「囲」より登場した女性メンバーで、常に冷徹な表情を崩さない美少女。チームエンブレムは左胸に刻印。軼狼・ブルと同じく凶悪少年犯によって家族を惨殺されている。流派名義は不明だが何らかの古武術の達人で、相手の剛力を柔らかく受け流し翻弄する華麗な戦闘を行う。また、A.-D.O.G.S.の特殊車両である超高性能バイク「DANGAN」を乗りこなすことができる唯一の人物でもある。設定上ナノプローブは有しているものの、覚醒する前に作品が終了したためにその能力は不明のままとなった。最終決戦においてニシキの幻覚に惑わされたところをコブラによって倒されるが、その死は軼狼に勝機を与えることとなる。
犬養涼子（いぬかい りょうこ）
A.-D.O.G.S.の指揮を取る人物で、階級は警視正。傲岸不遜にして威厳溢れる態度で振舞う美女。R・A・T殲滅という目的のためなら手段は選ばず、一般人を巻き込むことも容認する。A.-D.O.G.S.のメンバーすら彼女にとっては手駒に過ぎない。D.O.G.S.計画と呼ばれる秘密プロジェクトの全容を知る人物。

### R・A・T
Rebel Against Treason（反逆罪に反逆する反逆者）の略称。表向きは「更生しない少年犯罪者」ということになっているが、実態は17年前に出生した児童達で、国民の管理と思想統制を行う「D.O.G.S.計画」においてI.N.U.（Implant Navigation Unit）、通称「ナノプローブ」を埋め込まれた4835人の少年少女達の成れの果てだった（つまり、R・A・Tは基本的に17歳である）。犯罪者と化してしまう理由は、被験者の環境の劇的な変化が起こった場合ナノプローブが異常増殖してしまい、その拒絶反応として被験者に発生する変化の中に、凶暴化や殺人の快楽化などが含まれているからである。また、このナノプローブの影響により普通の人間にはない強力な身体能力や人間の機能を超えた特殊能力を得ており、「ボア・コン」幹部などの上位R・A・Tの制圧は同じ「ナノプローブ」を持たない人間には事実上不可能である。

#### ボア・コンストリクター（暴亜火鬼総斗陸它）
通称ボア・コン。犯罪者たちのカリスマと呼ばれる凶悪少年テロ組織で、この組織に加入できることは、少年犯罪者たちによっては名誉なことである。8名の幹部に率いられ、その構成員は300名（全員がR・A・T）。実は幹部メンバーの一部は元A.-D.O.G.S.のメンバーである。
コブラ
本名は古武雷矢（こたけ らいや）。R・A・T No.1。ボア・コンのリーダー。強い威圧感を持つ精悍な男で、死者984名、負傷者103名に上る「武道館大量虐殺事件」を引き起こしたほか、総計4834人の人間を殺害、その相手をすべて記憶している。殺人それ自体を目的として殺人を行い、復讐やメンツなどの意味を持っての殺しを軽蔑する。ナノプローブの能力は、強力な即効性の腐食毒を分泌する「ヴェノマ・トリック」で、これにより軼狼の右腕を奪った宿敵でもある。元A.-D.O.G.S.。7歳の頃、自らの能力によって家族を失ってから、絶えず孤独感を抱いていた。
コーン
本名は弧音真人（こおん まさと）。R・A・T No.32。死者143名、負傷者92名に上る「自衛隊朝霞基地撲殺事件」を引き起こした。矮躯だが身体能力は高く、子分とともに対立関係にあるカラーギャングを叩き、機動隊をたった一人で蹴散らすほどのケンカの天才。ナノプローブが発動するとさらに超人的な怪力を発揮する。特殊な金属バットを得物として相手を叩き潰し、自分より「チビにする」殺しを行う。元A.-D.O.G.S.。
ニシキ
本名不明。死者97名、負傷者80名に上る「私立白薔薇学園大量殺人事件」を引き起こした。可憐な美少女だが、いわゆるお嬢様口調と、粗暴かつ野卑な口調で話す二面性を持つ。ナノプローブの能力は薫りを媒介として自在に幻覚を操るもので、指を鳴らすことによりその解除も任意に行える。コブラの側近として常に行動を共にする。
クサリ
本名不明。死者764名、負傷者415名に上る「東京ドーム血の海事件」を引き起こした。様々な武具を駆使する。ナノプローブの能力は、記憶と勘に作用して、一度交戦しただけで敵の攻撃の間合いや技を覚える「イミティ・トリック」。しかし技を覚える間もなく軼狼に瞬殺された。パイソンと並ぶ打ち切り展開の犠牲者である。
サンゴ
本名不明。死者451名、負傷者268名に上る「渋谷センター街集団殺戮事件」を引き起こした。外見は姐御肌の美女に見えるが、実は男。ナノプローブの能力は、腹に風穴を開けられるほどの傷を負っても回復する超再生能力「リバイビ・トリック」。この能力を駆使し、身体に直接様々な凶器を埋め込んでおり、状況に応じて自ら身体を引き裂いて凶器を取り出し、戦闘を行う。
アナコンダ
本名不明。死者629名、負傷者378名、高層ビル一棟倒壊の「新宿高層ビル真っ二つ事件」を引き起こした。見上げるばかりの容貌魁偉な巨漢で、バスケットボールを好み、鋭利なワイヤーで作られたゴールに、ボールと見立てた人間を叩き込んで細切れの肉塊にする「アナコンダンク」を得手とする。ナノプローブの能力は、熱く煮えたぎった血しぶきを散弾のように撃ち出す「ファイトリック」。
シマ
本名不明。死者854名、負傷者117名に上る「銀座歩行者天国白昼の地獄事件」を引き起こした。インテリ風の外見で常に厚い本を持ち歩くが、その中身は札束である。コブラの毒を塗った長い毒針を武器としている。ジャッカルと同じ施設で幼い頃から傭兵として育成されたが、金のために仲間を裏切った。ナノプローブの能力は遅筋の発達と視覚の向上で、異常なスタミナと、暗所でも相手を視認可能な視力を持つ。
パイソン
本名不明。死者633名、負傷者481名、列車24両大破の「JR池袋駅山手線衝突事件」を引き起こした。端麗な容姿の男で、電気機器を自在に操る能力を持つ。他者とは異なる種類のナノプローブを有し、ボア・コン以外の謎の組織との繋がりを匂わせる設定があったものの、それらの情報は表に出ることなく作品は終了した。

#### その他のR・A・T
霧崎純矢（きりさき じゅんや）
R・A・T No.13。少女の顔を切り落としてコレクションすることを趣味とした殺人鬼であり、肉厚のマシェットを武器としている。ナノプローブの影響により身体能力の向上が見られ、完全に切れていないとはいえ、太い鉄柱をマシェットで切断するほど。未成年で刑が軽いことを傘に殺人を繰り返す。
古葉道雄（こば みちお）
R・A・T No.113。都内で悪行を重ねる連続爆弾魔。自称「ボンバーキング」。殺した人間にポイントをつけて殺人をゲーム感覚で楽しんでいた。ナノプローブの影響か、弱者を平気で犠牲にするなどその残虐性も際立っている。鉄分不足による異食症であり、犯行後の燃えカスやガレキを食べる癖がある。
葛西元（かさい げん）
R・A・T No.118。連続放火殺人犯。19件の放火を繰り返していた。20件目の放火を行おうとしていたところA.-D.O.G.S.に襲われ、負傷する。武器は火炎瓶。ナノプローブの影響により身体能力の向上が見られ、自分の足で地面から建物の屋根まで飛び上がっていた。その後復讐のためにボア・コンに接触するが、リーダーのコブラに気に入られず虐殺される。